# Вяхирева, Анна Викторовна
А́нна Ви́кторовна Вя́хирева (род. 13 марта 1995, Волгоград) — российская гандболистка, правый крайний и правый полусредний французского клуба «Брест Бретань» и сборной России. Олимпийская чемпионка 2016 года (самый ценный игрок турнира), серебряный призёр Олимпийских игр 2020 года (самый ценный игрок турнира), серебряный призёр чемпионата Европы 2018 года (самый ценный игрок турнира) и бронзовый призёр чемпионата мира 2019 года. . Заслуженный мастер спорта России.
Младшая сестра российской гандболистки Полины Кузнецовой.

## Биография
Занимается гандболом с 6 лет. Когда Анна была маленькой, семья переехала в Тольятти. Как и сестру Полину, Анну тренировал её папа Виктор Вяхирев, в то время, когда она играла в клубах «Лада» и «Звезда». Отец переучил Анну на левшу, поскольку левши особенно ценятся в гандболе, к тому же он не хотел, чтобы его дочери конкурировали, если окажутся в одной команде, поскольку Полина Кузнецова является правшой. Окончила Астраханский государственный университет.

### Спортивная карьера
На Олимпийских играх 2016 года 21-летняя Вяхирева забросила 36 мячей в 8 матчах, в том числе пять мячей в финале против сборной Франции (22:19). Анна была признана самым ценным игроком олимпийского турнира.
На чемпионате Европы 2018 года во Франции в 8 матчах забросила 43 мяча (4-е место) и сделала 41 передачу (1-е место), с большим отрывом став лучшей по системе «гол+пас» (84 очка). По итогам турнира, где сборная России заняла второе место, Анна была признана самым ценным игроком.
На чемпионате мира 2019 года в Японии стала лучшей по передачам (62) и по системе «гол+пас» (107 очков), сыграв все 10 матчей. Сборная России заняла третье место, и Вяхирева получила свою первую медаль чемпионата мира, а также единственной из россиянок была включена в символическую сборную турнира как лучший правый полусредний.
Из-за травмы поясницы была вынуждена пропустить чемпионат Европы 2020 года. В составе сборной Анну заменила Валерия Маслова.
На Олимпийских играх 2020 года Вяхирева была второй раз подряд признана самым ценным игроком олимпийского турнира. завоевала серебро.
После Олимпиады заявила, что планирует сделать перерыв в карьере для восстановления физического и ментального здоровья. Вернулась в гандбол 15 марта 2022 в игру «Ростов-Дона» против ЦСКА (30:34).
В конце июня 2022 года перешла в норвежский «Вайперс», подписав контракт на год, а в декабре 2022 года продлила контракт до конца сезона-2024/25. В июне 2023 года впервые в карьере стала с командой победительницей Лиги чемпионов 2022/23, а в Лиге чемпионов 2023/24 стала лучшим бомбардиром, забросив 113 мячей. Была признана ЕГФ лучшей правой полусредней гандбольного сезона-2023/24.
В начале июля 2024 года из-за финансовых проблем в «Вайперс» перешла во французский клуб «Брест» за рекордные для женского гандбола € 170 тысяч, подписав контракт на 2 года.

### Личная жизнь
По вероисповеданию — баптистка. Была замужем за сотрудником гандбольного клуба «Ростов-Дон». В 2024 году сообщила, что у неё есть молодой человек в Норвегии.
Спортивное прозвище — «Гандбольный Месси». Выступает под номером 13.

## Игровая карьера
- 2011—2014  «Звезда» (Звенигород)
- 2014—2016  «Астраханочка» (Астрахань)
- 2016—2022  «Ростов-Дон» (Ростов-на-Дону)[14]
- 2022—2024  «Вайперс» (Кристиансанн)
- 2024—н.вр.  «Брест Бретань»

## Спортивные достижения
Клубные
- «Астраханочка»
  - Чемпионка России (1-е место, лучшая правая полусредняя сезона (MVP турнира)[15]):  2015/16
- «Ростов-Дон»
  - Чемпионка России:  2016/2017, 2017/2018, 2018/2019, 2019/2020,
  - Серебряный призёр чемпионата России: 2020/21
  - Обладатель Кубка России 2016/17, 2017/18, 2018/19, 2019/20, 2020/21
  - Обладатель Суперкубка России 2016, 2017, 2018, 2019, 2020
  - Серебряный призёр Лиги Чемпионов 2018/19
- «Вайперс»
  - Чемпионка Норвегии 2023, 2024
  - Обладатель Кубка Норвегии 2023, 2024
  - Победитель Лиги Чемпионов 2022/23

Сборные
- Летний европейский юношеский фестиваль 2011 года в городе Трабзон — 1-е место[16].
- Чемпионат Европы по гандболу среди девушек до 19 лет 2009 — 2-е место (MVP турнира).
- Чемпионат Европы по гандболу среди девушек до 19 лет 2011 — 1-е место.
- Чемпионат мира по гандболу среди девушек до 18 лет 2012 — 2-е место (MVP турнира).
- Чемпионат Европы по гандболу среди девушек до 19 лет 2013 — 1-е место (MVP турнира).
- Летние Олимпийские игры 2016 года — 1-е место.
- Летние Олимпийские игры 2020 года — 2-е место (MVP турнира)

Личные
- Лучшая правая крайняя сезона 2015/16 по версии Planet Handball[17].
- Лучший игрок мира 2019 года по версии Handball Planet[18]
- Летние Олимпийские игры 2016 года — 1-е место (MVP турнира)[19][20].
- Лучший игрок (MVP) «финала четырёх» Лиги Чемпионов 2022/23
- Чемпионат Европы по гандболу среди женщин 2018 — 2-е место (MVP турнира)
- Чемпионат мира по гандболу среди женщин 2019 — 3-е место (лучший правый полусредний турнира)
- Летние Олимпийские игры 2020 года — MVP турнира

## Награды
- Орден Дружбы (25 августа 2016 года) — за высокие спортивные достижения на Играх XXXI Олимпиады 2016 года в городе Рио-де-Жанейро (Бразилия), проявленные волю к победе и целеустремлённость[21].
- Медаль ордена «За заслуги перед Отечеством» I степени (11 августа 2021 года) — за большой вклад в развитие отечественного спорта, высокие спортивные достижения, волю к победе, стойкость и целеустремленность, проявленные на Играх XXXII Олимпиады 2020 года в городе Токио (Япония)[22].
- Заслуженный мастер спорта России (2016)